# 턱끈펭귄

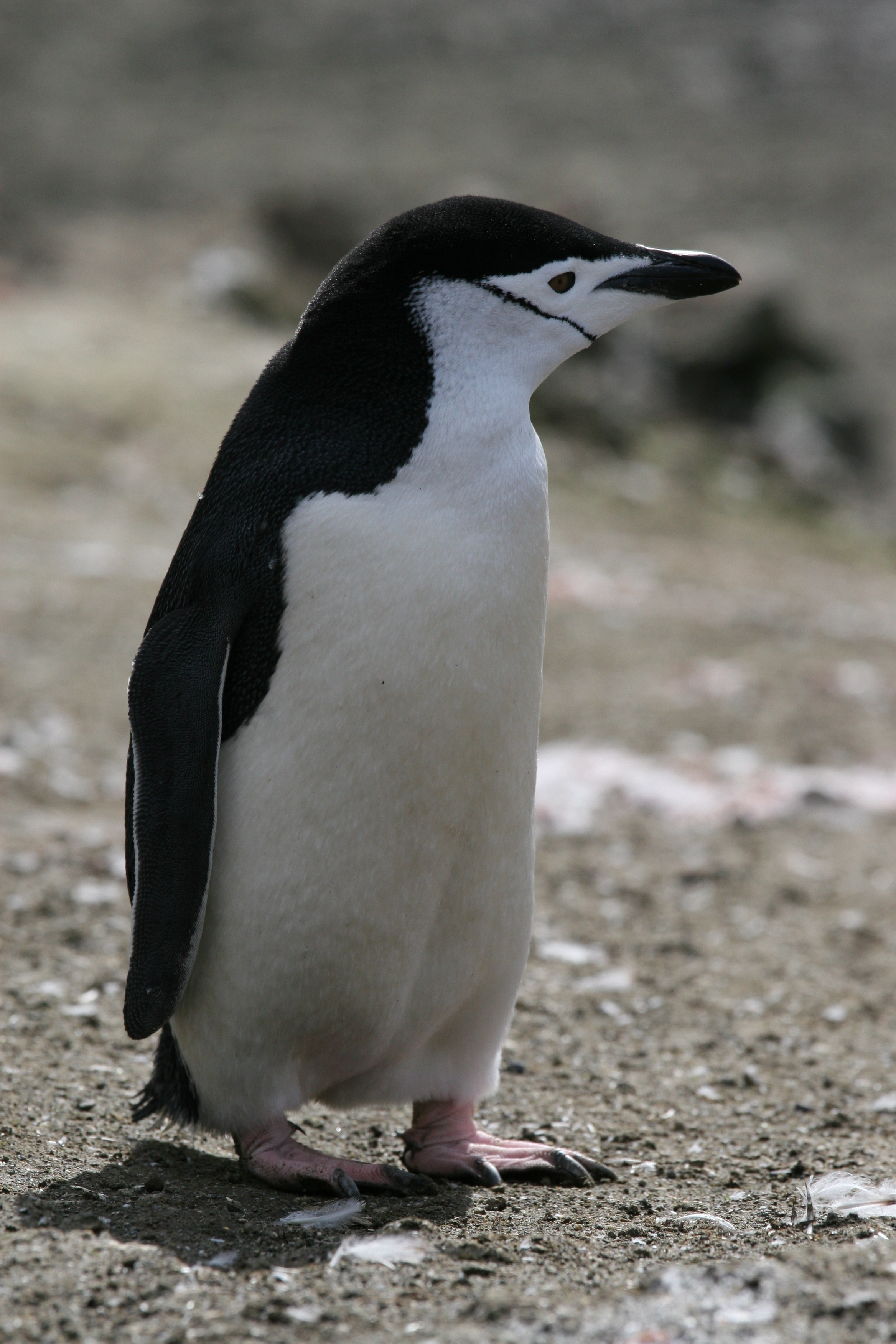
Pygoscelis antarctica

턱끈펭귄(학명: Pygoscelis antarctica)은 남태평양과 남극해의 다양한 섬과 해안에 서식하는 젠투펭귄속의 펭귄 종이다. 부리 밑으로 검은 홑줄무늬가 있어 턱끈펭귄이라는 이름이 붙었다. 다른 펭귄들에 비해 성격이 매우 사납다. 